# Torshälla socken
Torshälla socken i Södermanland ingick i Västerrekarne härad, ingår sedan 1971 i Eskilstuna kommun och motsvarar från 2016 Hällby distrikt.
Socknens areal var 33,94 kvadratkilometer, varav 33,51 land. (före delningen 1952) År 1951 fanns här 2 714 invånare. Tätorten Hällbybrunn med Hällby kyrka och till 1952 Nyby bruk låg i socknen. Sockenkyrka var Torshälla kyrka som var gemensam med Torshälla stadsförsamling och ligger i staden, ej denna socken. 

## Administrativ historik
Torshälla socken har medeltida ursprung. 
Vid kommunreformen 1862 övergick socknens ansvar för de kyrkliga frågorna till Torshälla landsförsamling och för de borgerliga frågorna till Torshälla landskommun. 1952 inkorporerades ungefär en tredjedel av landskommunen med Nyby bruk i Torshälla stad och övriga delen uppgick i Hällby landskommun. Församlingen delades på samma sätt där en del överfördes till Torshälla stadsförsamling. Den kvarvarande delen av församlingen namnändrades sedan 23 januari 1970 till Hällby församling vilken 2002 uppgick i Hällby församling med Tumbo och Råby-Rekarne.
1 januari 2016 inrättades distriktet Hällby, med samma omfattning som församlingen hade 1999/2000.
Socknen har tillhört län, fögderier, tingslag och domsagor enligt vad som beskrivs i artikeln Västerrekarne härad.  De indelta soldaterna tillhörde Södermanlands regemente.

## Geografi
Torshälla socken ligger närmast väster om Torshälla och Eskilstuna med Eskilstunaån i öster och med Mälarfjärden Blacken i norr och genomkorsas av Strömsholmsåsen (Tumboåsen). Socknen är i öster vid ån odlad slättbygd och är i övrigt en kuperad skogsbygd.

## Fornlämningar
Från järnåldern finns gravfält med stensättningar och domarringar. En fornborg och tre runristningar har påträffats.

## Namnet
Namnet (1252 Thorsharchum)  innehåller gudanamnet Tor och harg här med sakral betydelse.